# Bârseștii de Jos (okręg Ardżesz)
Bârseștii de Jos – wieś w Rumunii, w okręgu Ardżesz, w gminie Tigveni. W 2011 roku liczyła 826 mieszkańców.